# Государственный терроризм
Госуда́рственный террори́зм — термин, используемый для обозначения государственного насилия против гражданских лиц.
Под актами государственного терроризма обычно понимают незаконные задержания, убийства, похищения, пытки и казнь граждан без суда и следствия, выполняемые сотрудниками силовых структур (полицией и иными органами правопорядка). Государственным терроризмом также называют террористические акты, совершаемые сотрудниками специальных органов государства. Отличают также терроризм, поддерживаемый государством, — тот случай, когда государство, само не участвуя в терроризме, финансирует и поддерживает террористические группировки.

## Женевская декларация о терроризме
Женевская конференция по вопросу терроризма 1987 года приняла декларацию «The Geneva Declaration on Terrorism», которая определяет как государственный терроризм следующие явления:
- Практики полицейского государства, направленные против своих граждан: наблюдение, разгон собраний, контроль за новостями (СМИ), избиения, пытки, ложные аресты, массовые аресты, фальсифицированные обвинения, показательные суды, убийства.
- Доставка государством оружия массового поражения на территорию других государств, в их территориальные воды или в международные воды.
- Военные манёвры и учения, проводящиеся вблизи границ другого государства и представляющие угрозу его независимости и территориальной целостности.
- Атака вооружёнными силами государства целей, которая представляет угрозу для гражданского населения, живущего в другом государстве.
- Создание и поддержка вооружённых отрядов наёмников с целью уничтожения суверенитета другого государства.
- Убийства и попытки убийств государственных деятелей других государств или национально-освободительных движений, направляемые государством вне зависимости от того, выполняются ли они с помощью военного удара, специальных операций или найма агентов.
- Тайные операции разведывательных или других государственных сил, направленные на дестабилизацию или подчинение другого государства, национально-освободительного движения или международного мирного движения.
- Кампании по дезинформации, направленные на дестабилизацию других государств.
- Продажа оружия, поддерживающая продолжение региональных войн и задерживающая политическое решение конфликтов.
- Отмена гражданских прав и свобод, положений конституции и законов под предлогом противодействия терроризму.
- Разработка, испытание и развёртывание ядерного и космического оружия, повышающего вероятность геноцида и экоцида, обрекающее бедных на продолжающуюся нищету и все человечество — на постоянный страх.

## По странам

### Иран
После иранской революции 1979 года правительство Исламской Республики Иран обвинялось рядом стран в обучении, финансировании и предоставлении оружия и убежищ негосударственным воинствующим субъектам, таким как «Хезболла» в Ливане, «ХАМАС» в секторе Газы и другим палестинским группам, таким как Палестинский исламский джихад (PIJ) и Народный фронт освобождения Палестины — Главное командование (НФОП-ГК). Ряд стран и международных организаций признали эти группы террористическими; однако Иран считает такие группы «национально-освободительными движениями» с правом на самооборону от «израильской военной оккупации».
Ряд стран (Аргентина, Таиланд, Албания, Дания, Франция, Индия, Кения, США) также обвинили правительство Ирана, особенно его вооруженные силы, Корпус стражей исламской революции в планировании убийств или взрывов в своих и других странах против предполагаемых врагов иранского правительства.

### Китай
Уйгурская американская ассоциация заявила, что военный подход Пекина к терроризму в Синьцзяне является государственным терроризмом. Китайское государство также обвиняют в государственном терроризме в Тибете.

### Ливия
В 1980-х годах Ливию при Муаммаре Каддафи обвинили в государственном терроризме после терактов за границей, таких как взрыв в Локерби. С 9 июля по 15 августа 1984 г. в результате подводных взрывов в Суэцком заливе и Баб-эль-Мандебском проливе были повреждены семнадцать торговых судов. Террористическая группа «Аль-Джихад» (считается, что это проиранская шиитская группа, связанная с Организацией освобождения Палестины) взяла на себя ответственность за добычу полезных ископаемых, но косвенные доказательства указывают на то, что ответственность несет Ливия.

### Мьянма
Мьянму обвиняют в государственном терроризме во время внутреннего конфликта.

### Россия
После вторжения России на Украину в феврале 2022 года и первоначального расследования военных преступлений, предположительно совершенных российскими солдатами, прозвучали призывы объявить Россию террористическим государством. 10 мая 2022 года парламент Литвы признал Россию террористическим государством, а её действия на Украине — геноцидом. Сенат США единогласно принял резолюцию по этому поводу 27 июля 2022 года, и теперь Палата представителей США должна рассмотреть такой закон. 11 августа латвийский парламент признал Россию государством-спонсором терроризма. Верховная Рада Украины 20 августа также признала Россию террористическим государством, также обвинив в неонацизме. 17 октября Европейский парламент утвердил запрос на обсуждение и голосование по резолюции о признании России террористическим государством на своей сессии в ноябре. 21 ноября Парламентская ассамблея НАТО единогласно приняла резолюцию, которая обозначает, что «нынешний режим в российском государстве является террористическим». 23 ноября Европейский парламент принял резолюцию о признании Российской Федерации государством-спонсором терроризма. 25 ноября Палата представителей нидерландского парламента признала Россию государством-спонсором терроризма.
По состоянию на октябрь 2023 года следующие государства и организации признали Россию террористической или спонсором терроризма:
- Чехия (16 ноября 2022)[25]
- Эстония (18 октября 2022)[26]
- Европейский парламент (23 ноября 2022)[27]
- Латвия (11 августа 2022)[28]
- Литва (10 мая 2022)[29][30]
- Парламентская ассамблея НАТО (21 ноября 2022)[31][32]
- Нидерланды (24 ноября 2022)[33]
- Парламентская ассамблея ОБСЕ (4 июля 2023)[34]
- Парламентская ассамблея Совета Европы (13 октября 2022)[35][36]
- Польша (14 декабря 2022)[37]
- Словакия (16 февраля 2023)[38]
- Украина (14 апреля 2022)[39]
- Сенат США (27 июля 2022)[40]

### Северная Корея
Северную Корею несколько раз обвиняли в государственном терроризме, например, в 1983 году во время взрыва в Рангуне, в международном аэропорту Кимпхо и в 1987 году, когда северокорейские агенты взорвали бомбу на рейсе 858 Korean Air, убив всех на борту.

### США
Профессор политики и международных отношений Шеффилдского университета Рут Дж. Блейкли обвиняет США в поддержке и развёртывании государственного терроризма, который она определяет как «незаконное преследование лиц, которых государство обязано защищать, с целью вселить страх в целевую аудиторию, помимо непосредственной жертвы», в «огромном масштабе» во время холодной войны. Правительство США оправдало эту политику, заявив, что она необходима для сдерживания распространения коммунизма, однако Блейкли утверждает, что оно также использовало политику как средство поддержки и продвижения интересов американских элит и транснациональных корпораций. США поддерживали правительства, которые использовали по всей Латинской Америке эскадроны смерти; подготовка вооружённых сил правого толка по борьбе с повстанцами включала пропаганду допросов и пыток подозреваемых повстанцев.
Профессор политологии Университета Лонг-Айленда Дж. Патрис МакШерри отмечает, что «сотни тысяч латиноамериканцев были подвергнуты пыткам, похищены или убиты правыми военными режимами в рамках возглавляемого США антикоммунистического крестового похода», который включал поддержку США операции «Кондор» и гватемальских военных во время гражданской войне в Гватемале. По словам историка Джона Генри Коутсворта, за последние три десятилетия холодной войны в Латинской Америке было репрессировано и убито больше людей, чем в СССР и Восточном блоке.
Рассекреченные документы из посольства США в Джакарте в 2017 году подтверждают, что официальные лица США непосредственно содействовали и поощряли массовые убийства сотен тысяч подозреваемых в коммунистах в Индонезии в середине 1960-х годов. Директор Проекта документации Индонезии/Восточного Тимора в Архиве национальной безопасности Брэдли Симпсон заявл: «Вашингтон сделал всё, что было в его силах, чтобы поощрить и облегчить расправу над предполагаемыми членами КПИ, организованную армией, и официальные лица США беспокоились только о том, что убийство безоружных сторонников партии может не зайти достаточно далеко, позволив Сукарно вернуться к власти и сорвать планы администрации [Джонсона] по созданию постсукарновской Индонезии». По словам Симпсона, террор в Индонезии был «важным строительным блоком квазинеолиберальной политики, которую Запад попытается навязать Индонезии в ближайшие годы». Историк Джон Руса заявил, что рассекреченные документы подтверждают, что «США были неотъемлемой частью операции, разрабатывая стратегию с индонезийской армией и побуждая их преследовать КПИ». Историк из Калифорнийского университета в Лос-Анджелесе Джеффри Б. Робинсон утверждает, что без поддержки США и других могущественных западных государств программа массовых убийств индонезийской армии не состоялась бы.

### Турция
Турецкие власти исторически притесняли курдское меньшинство, которое составляет примерно 25% населения Турции и является коренным народом региона. В период 1916—1934 гг. в ходе совершенных депортаций погибло по оценкам 350 тыс. курдов, а более 100 тыс. гражданских подверглись массовым убийствам со стороны государства. С 1924 использование курдского языка в Турции было официально запрещено, как и слова «курды» и «Курдистан». После Государственного переворота 1980 года многие, кто говорил, публиковал или пел на курдском языке, арестовывались и заключались в тюрьму.
Для тюркизации курдов Турция занималась насильственным перемещением лиц, уничтожением деревень, использованием с 1990-х гг. химического оружия (в частности, белого фосфора) и сжиганием лесов в курдских провинциях. Согласно Проекту гуманитарного права, властями было уничтожено до 4.000 курдских деревень, переименовано 4 тыс. топонимов и казнено 18 тыс. курдов.
Курдские военно-политические организации (такие как Рабочая партия Курдистана) оказались в международной изоляции из-за членства Турции в НАТО. Суд Европейского Союза постановил, что РПК была классифицирована как террористическая без соблюдения надлежащей правовой процедуры. Вопрос о ее исключение из «террористического списка» тормозится из-за Турции, оказывающей давление, чтобы сорвать любой вопрос, который приведет к стиранию ярлыка «терроризма» с РПК и курдского вопроса в частности. Турция часто рассматривает спрос на образование на курдском языке и спрос на национальные права курдских граждан как поддержку терроризма.
Одним из наиболее ярких из последних проявлений государственного терроризма стала военная операция «Хендек» в 2015–2016 годах на юго-востоке Турции, где проживают курды.